# NGC 3657
NGC 3657 é uma galáxia espiral barrada (SBc/P) localizada na direcção da constelação de Ursa Major. Possui uma declinação de +52° 55' 16" e uma ascensão recta de 11 horas, 23 minutos e 55,4 segundos.
A galáxia NGC 3657 foi descoberta em 12 de Abril de 1789 por William Herschel.